# Henri Rochereau
Henri Rochereau (ur. 25 marca 1908 w Chantonnay, zm. 25 stycznia 1999 w Paryżu) – francuski polityk, Komisarz ds. Rozwoju w drugiej komisji Waltera Hallsteina i komisji Jeana Reya (1962-1970), senator w latach 1946–1959, minister rolnictwa Francji w rządzie Michela Debré w latach 1959–1961.
Henri Rochereau był synem Victora Rochereau, deputowanego do francuskiego Zgromadzenia Narodowego (1914–1942).